# Saint-Romain-et-Saint-Clément
Saint-Romain-et-Saint-Clément è un comune francese di 331 abitanti situato nel dipartimento della Dordogna nella regione della Nuova Aquitania.

## Società

### Evoluzione demografica
Abitanti censiti